# آرثر وود (لاعب كريكت)
آرثر وود (25 أغسطس 1898 - 1 أبريل 1973 في المملكة المتحدة) (بالإنجليزية: Arthur Wood)‏ هو لاعب كريكت بريطاني (وحمل سابقاً جنسية المملكة المتحدة لبريطانيا العظمى وأيرلندا). شارك مع منتخب إنجلترا للكريكت.

## وصلات خارجية
- آرثر وود على موقع إي آس بي آن كريك إنفو (الإنجليزية)